# Cristobalita
La cristobalita es un mineral de la clase de los minerales óxidos. Fue descubierta en 1887 en el cerro San Cristóbal en el municipio de Pachuca de Soto, estado de Hidalgo (México), siendo nombrada así por esta localización. Un sinónimo poco usado es lussatita.

## Características químicas
Es polimorfo del cuarzo, tridimita, coesita y stishovita, por lo que es un óxido de silicio. Además de los elementos de su fórmula, suele llevar como impurezas: hierro, calcio, aluminio, potasio, sodio, titanio, manganeso, magnesio y fósforo.

## Formación y yacimientos
Aparece rellenando cavidades y vesículas de rocas volcánicas, como una fase de cristalización tardía en rocas volcánicas basálticas a riolíticas, formado por la alteración hidrotermal tipo ácido-sulfato de las rocas volcánicas, o bien por precipitado por aguas termales. También puede formarse mediante metamorfismo de contacto de arenisca, desarrollado durante la diagénesis, recristalizado en rocas sedimentarias silíceas.
Suele encontrarse asociado a otros minerales como: tridimita, cuarzo, sanidina, fayalita, magnetita, caolinita, alunita u ópalo.
Se ha localizado en muchos lugares del mundo, habiendo sido encontrado también en el Mare Imbrium en la Luna.